# Скептична школа
«Скептична школа» — напрям російської історіографії 1-ї половини 19 ст., представники якого («скептики») намагалися здійснити ревізію давньої доби російської історії. Походження «С.ш.» пов'язують із М. Каченовським і його послідовниками (переважно студентами Московського університету), до яких зараховують Я. Бередникова, М. Сазонова, П. Строєва, С. Строєва та ін., хоча число прихильників «скептиків» не обмежувалося цим вузьким колом. Інколи до «скептиків» зараховують і М. Арцибашева, М. Полевого та М. Станкевича, проте нині ця думка вважається архаїчною. Щодо терміна «скептична школа» в історичній науці побутують різні означення: «критичний напрям» (В. Шевцов), «напрям» (С. Михальченко), «типовий зразок університетської історичної школи» (К. Умбрашко) та ін. У широкому сенсі устремління «скептиків» стали своєрідною реакцією на ідеалістичний поворот у західноєвропейській соціогуманітаристиці та переформатування культурного поля російської історичної науки 1830—40-х рр. «С.ш.» постала в контексті російської рецепції західноєвропейських ідей та взірців, спершу — критичних настанов у працях А.-Л. Шлецера та Й.-Ф. Еверса, а в 1820—30-х рр. — студій Б.-Г. Нібура з давньоримської історії та його критичного (історико-філологічного) методу. Відтак «скептики» намагалися провести перегляд державно-централістичних концепцій давнього періоду так званої «російської» минувшини та впровадити новий дослідницький інструментарій. Об'єктом цієї ревізії стала монументальна праця російського історіографа М. Карамзіна «Історія держави Російської», котрого уподібнювали до римського історика Тіта Лівія, який працював під протекцією імператора Октавіана Августа. Відтак розгорнулася гостра полеміка між «скептиками» й «апологетами» (прихильниками М. Карамзіна). «Скептики», наслідуючи Б.-Г.Нібура, вважали, що історія будь-якого народу має легендарний чи апокрифічний (рос. «баснословный») період, який потребує пильної та критичної перевірки. Тому представники «С.ш.» намагалися зіставити свідчення літописної традиції з відомостями іноземних джерел. Разючі відмінності у висвітленні історії Русі в російських та іноземних джерелах «скептики» пояснювали фальшуванням (М. Каченовський) або несвідомим спотворенням (С. Строєв) перших. Зокрема, такими артефактами вважалися договори Київської Русі з Візантією 10 ст., «Руська Правда», «Повість временних літ», «Слово о полку Ігоревім» та ін. Водночас адепти «С.ш.» трималися думки, що будь-який історичний факт має корелюватися із «загальним характером століття», себто з романтичним «духом часу» та його просторово-часовим колоритом. Відтак «скептики» заперечували існування руської держави 9—10 ст. Натомість обстоювали тезу, що 9—11 ст. являли собою часи «повної дикості» в історії Русі, в якій не було торгівлі, грошових знаків та письма (М. Каченовський). «Скептики» поділяли хозарську версію походження Русі, вважали варягами прибалтійських слов'ян тощо. Представники «С.ш.» висловлювали думку, що міська культура з'явилася на Русі лише в 13—14 ст. у давньому Новгороді (нині м. Новгород Великий), позаяк саме в Балтійському регіоні «руські люди» ввійшли в безпосередній контакт із Західною Європою. М. Каченовський та його прихильники виступали за систематичне вживання порівняльно-історичного методу стосовно російської історії. Загалом погляди «скептиків» спиралися на ідею культурної та політичної відсталості Росії, порівняно з Західною Європою, котру вони намагалися екстраполювати з тодішньої сучасності до російської минувшини, зокрема стосовно історії Русі. Самобутнім вислідом порівняльних інтенцій «скептиків» (М. Каченовський, С. Строєв) стала думка про те, що в Русі існували вільні міста (Новгород, Псков; нині місто в РФ) — осередки торгівлі та ремесел, подібно до середньовічних центрів Північної Італії, Німеччини, Франції. У методологічному плані прихильники «С.ш.», крім Б.–Г. Нібура, орієнтувалася на студії французьких істориків-романтиків Ф. Гізо та О. Тьєррі, почасти сприймали впливи геґельянства.
Зрештою, у висвітленні й інтерпретації більшості проблем руської минувшини «скептики» так і не запропонували конструктивних підходів, попри їхній гіперкритицизм, категоричні висновки й узагальнення. Відтак погляди «скептиків» були піддані гострій критиці в працях П. Буткова, М. Погодіна та ін. Утім, «С.ш.» все ж таки посіла почесне місце в інтелектуальній історії російського історіописання. За висловом російського історика П. Мілюкова, «С.ш.» відобразила перехід тогочасної історичної думки від скептичних (критичних) ідей до філософських спроб прочитання історії Росії. Натомість О. Лаппо-Данилевський сприймав М. Каченовського як критика-аналітика, а не як історика-філософа. Загалом «скептики» спричинилися до поширення романтизму на теренах російської соціогуманітаристики, зокрема, укорінили думку про потребу зовнішньої та внутрішньої критики (перехід від «нижчої» до «вищої» критики) історичного джерела, ініціювали зіставлення російського та західноєвропейського історичного процесу, впровадили історико-філологічний та порівняльно-історичний методи до тодішніх дослідницьких практик, актуалізували пошук історіософських засад нових візій та ін. Більше того, студії М. Каченовського та його послідовників відіграли поважну роль у критиці великодержавної та централістичної апології руської історії, а також підважили домінування моралістичних і повчальних взірців, які були властиві працям адептів пізньопросвітницької історіографії кінця 18 — поч. 19 ст. Ідеї «С.ш.» справили помітний вплив на російську історичну науку 19 ст., зокрема на студії К. Кавеліна та С. Соловйова. З-поміж українських учених найбільше впливів «скептиків» зазнав на початку своєї академічної кар'єри О. Бодянський, який навчався в Московському університеті та слухав лекції М. Каченовського. Вважають, що в магістерській дисертації О. Бодянського «Про народну поезію слов'янських племен» (1837) простежується низка ідей «скептиків», зокрема вживання порівняльно-історичного методу. Відтак магістерську дисертацію О. Бодянського розглядають як одну з перших компаративних і синтетичних славістичних студій, в якій представлено провідні риси національної характерології слов'янства, а також розглянуті ритміка й мелодика українських народних пісень. Магістерську дисертацію О. Бодянського переклали італійською, німецькою, сербською та чеською мовами. Меншою мірою ідеї «С.ш.» побутують у творчості М. Костомарова, які часом убачають у розвінчанні знаних авторитетів або кумирів російської минувшини (Дмитрія Донського, Івана IV Грозного, Івана Сусаніна та ін.).